# Новая Праця (Днепропетровская область)
Новая Праця (укр. Нова Праця) — село,
Катеринопольский сельский совет,
Криничанский район,
Днепропетровская область,
Украина.
Код КОАТУУ — 1222083006. Население по переписи 2001 года составляло 63 человека.

## Географическое положение
Село Новая Праця находится на расстоянии в 0,5 км от села Заря, в 1-м км от села Трудовое.
Рядом проходят автомобильная дорога Т-0432 и
железная дорога, станция Божедаровка в 5-и км.